# Аругот
Аругот, Гар, Нахал-Аругот (ивр. נחל ערוגות‎, ар. вади-арейдже, «широкая река») — река в Израиле и Палестине, протекающая в Иудейской пустыне и впадающая в Мёртвое море в заповеднике Эйн-Геди. В верховьях и низовьях река течёт по глубокому каньону, в центральной части — по пологой долине. Площадь водосборного бассейна — 200 км².
Река начинается около города Хальхуль в Хевронском нагорье.